# Наль і Дамаянті
«Наль і Дамая́нті» — один із вставних епізодів (поема), що входить до складу давнього індійського епосу «Магабгарата» (книга третя).

## Сюжет
Поема розпочинається з того, що Наль, цар однієї з численних держав стародавньої Індії, і Дамаянті, небаченої краси дівчина, щасливо одружилися. Цар Наль має захоплення — гра у кості. І через азарт він програв своєму підступному брату все, разом з царством, сам же йде у джунглі. Вірна Дамаянті не полишає Наля і йде за ним. Наль не зміг гідно витримати незгоди і покинув у джунглях стомлену і голодну дружину, яка заснула. Себе він заспокоював тим, що Дамаянті зможе повернутися до батьків.
Налю, внаслідок різноманітних пригод, вдалося повернути собі царство. Дамаянті, переборовши всі поневіряння, що випали на її долю, зберегла вірність чоловікові. Вона відкинула любов блискучих богів, аби бути з припорошеним пилюкою, нещасним Налем. Вона відшукала його, щоби знову бути разом.
У цій поемі найцінніше, на думку індійських мудреців, не шалена пристрасть, не вишукана любовна гра, а вірність та стійкість у випробуваннях. Дамаянті розуміє вади Наля і пробачає його, бо кохає.

## Вплив на культуру
Поети Індії багато століть використовували історію Наля і Дамаянті у своїй творчості. Шейх Абул Файзом Файзі у XVI ст. використав мотиви поеми для написання своєї перськомовної поеми «Наль і Даман». В ХІХ ст. російський поет В. А. Жуковський написав поему на цей сюжет.
Українською мовою поему переклав П. Г. Ріттер.